# Gürhan Gürsoy
Gürhan Gürsoy (Kardzjali (Bulgarije), 24 september 1987) is een Turkse voetballer die onder contract staat bij  Göztepe Izmir.

## Biografie
Gürsoy voetbalde tot 2002 in Bulgarije voor Rodopi FK. In de zomer van 2002 werd de 170 centimeter lange middenvelder overgenomen door Adanaspor. Na twee seizoenen in Adana gevoetbald te hebben, verhuisde hij naar Istanboel om te voetballen voor Fenerbahçe. Zijn eerste officiële wedstrijd aldaar was op 22 december 2004 tijdens de bekerwedstrijd tegen Uşakspor. In deze wedstrijd mocht de jonge Turk de laatste 28 minuten meedoen. Na een verhuurperiode aan Sivasspor, alwaar hij tegen aartsrivaal van Fenerbahçe Galatasaray SK scoorde, keerde Gürsoy terug naar Istanbul. Zico, toentertijd trainer van Fenerbahçe, gaf de jonge middenvelder meer kans dan zijn voorganger Christoph Daum, maar een lange blessureperiode gooide roet in het eten voor Gürsoy. Met de komst van de Spaanse trainer Luis Aragonés en een volledig herstel van zijn blessure, liet Gürsoy tijdens de oefenwedstrijden in 2008 zien, klaar te zijn voor het nieuwe seizoen.

## Carrière
| Seizoen                        | Land                           | Club                           | Competitie | Wedstrijden | Goals |
| ------------------------------ | ------------------------------ | ------------------------------ | ---------- | ----------- | ----- |
| 2002/03                        | Turkije                        | Adanaspor                      | Süper Lig  | 5           | 0     |
| 2003/04                        | Turkije                        | Adanaspor                      | Süper Lig  | 16          | 1     |
| 2004/05                        | Turkije                        | Fenerbahçe                     | Süper Lig  | 0           | 0     |
| 2005/06                        | Turkije                        | Fenerbahçe                     | Süper Lig  | 1           | 0     |
| 2006/07                        | Turkije                        | Sivasspor                      | Süper Lig  | 19          | 2     |
| 2007/08                        | Turkije                        | Fenerbahçe                     | Süper Lig  | 3           | 0     |
| 2008/09                        | Turkije                        | Fenerbahçe                     | Süper Lig  | 5           | 0     |
| 2009/10                        | Turkije                        | Antalyaspor                    | Süper Lig  | 8           | 0     |
| 2010/11                        | Turkije                        | Bugsaşspor                     | TFF 2. Lig | 23          | 7     |
| 2011/12                        | Turkije                        | Göztepe Izmir                  | TFF 1. Lig | 3           | 0     |
| Bijgewerkt tot 21 oktober 2011 | Bijgewerkt tot 21 oktober 2011 | Bijgewerkt tot 21 oktober 2011 | Totaal     | 83          | 10    |